# 5483 Cherkashin
5483 Cherkashin eller 1990 UQ11 är en asteroid i huvudbältet som upptäcktes den 17 oktober 1990 av den ryska astronomen Ljudmila Tjernych vid Krims astrofysiska observatorium på Krim. Den är uppkallad efter den ryske författaren Andrej Tjerkasjin (1920–1993).
Asteroiden har en diameter på ungefär sjutton kilometer.